# Lyons Creek
Koordinaten: 77° 44′ S, 162° 16′ O
Der Lyons Creek ist ein 1,5 km langer Schmelzwasserfluss im ostantarktischen Viktorialand. Er fließt in nordöstlicher Richtung entlang der Südflanke des Taylor-Gletschers in das westliche Ende des Bonneysees im Taylor Valley. 
Das Advisory Committee on Antarctic Names benannte ihn 1996 nach dem US-amerikanischen Geologen William Berry Lyons von der University of Alabama, der ab 1985 die Geochemie und Paläolimnologie der Flüsse und Seen in den Antarktischen Trockentälern untersucht hatte.